# Oh Jin-hyek
Oh Jin-Hyek (Koreaans: 오진혁) (Chungcheongnam-do, 15 augustus 1981) is een Zuid-Koreaanse boogschutter. Hij werd wereldkampioen en olympisch kampioen in deze discipline. Hij is rechtshandig.

## Biografie
Jin-Hyek begon in 1992 met boogschieten. Hij maakte zijn internationale debuut in 1999 bij de Korean International en behaalde hier individueel een zesde plaats.
In 2010 won hij zijn eerste individuele wedstrijd door de Aziatische Spelen in Guangzhou op zijn naam te schrijven. Een jaar later won hij bij de wereldkampioenschappen in Turijn individueel een zilveren medaille en met het team een gouden medaille.
In 2012 debuteerde hij op 30-jarige bij de Olympische Spelen. Op de Olympische Zomerspelen 2012 in Londen won hij voor zijn land goud in de individuele wedstrijd. Bij de teamwedstrijden voor mannen eindigde hij met het Koreaanse team op een derde plaats achter de teams van Italië (goud) en de Verenigde Staten (zilver). Zijn teamleden waren Im Dong-Hyun en Kim Bub-Min.
Hij studeert aan de Hanil Jang Shin University. Hij kreeg zijn bijnaam Tansan Dweji (frisdrankvarken), omdat hij zo van frisdrank houdt.

## Titels
- Olympisch kampioen boogschieten - 2012

## Palmares

### Olympische Spelen
- 2012:  Londen

### WK
- 2009: 4e Ulsan ( team)
- 2012:  Turijn ( Team)

### Aziatische kampioenschappen
- 2007: 15e Xi'an ( team)

1904: George Bryant ·
1908: William Dod ·
1972: John Williams ·
1976: Darrell Pace ·
1980: Tomi Poikolainen ·
1984: Darrell Pace ·
1988: Jay Barrs ·
1992: Sébastien Flute ·
1996: Justin Huish ·
2000: Simon Fairweather ·
2004: Marco Galiazzo ·
2008: Viktor Roeban ·
2012: Oh Jin-hyek ·
2016: Ku Bon-chan ·
2020: Mete Gazoz ·
2024: Kim Woo-jin
1988: Chun/Lee/Park ·
1992: Holgado/Menéndez/Vázquez ·
1996: Huish/Johnson/White ·
2000: Jang/Kim/Ok ·
2004: Im/Jang/Park ·
2008: Im/Lee/Park ·
2012: Frangilli/Galiazzo/Nespoli ·
2016: Kim/Ku/Lee ·
2020: Kim J/Kim W/Oh ·
2024: Kim J/Kim W/Lee
1978: Ichiro Shimamura ·
1982: Hiroshi Yamamoto ·
1986: Takayoshi Matsushita ·
1990: Yang Chung-hoon ·
1994: Park Kyung-mo ·
1998: Han Seung-hoon ·
2002: Hiroshi Yamamoto ·
2006: Im Dong-hyun ·
2010: Kim Woo-jin ·

2014: Oh Jin-hyek ·
2018: Kim Woo-jin